# Armadillo (genre)
Pour les articles homonymes, voir Armadillo.
Genre
Armadillo est un genre d'isopodes de la famille des Armadillidae. Il a une répartition cosmopolite.

## Liste des espèces
Selon GBIF (5 août 2023) :
- Armadillo affinis (Dana, 1854)
- Armadillo albipes Dollfus, 1898
- Armadillo albomarginatus Dollfus, 1892
- Armadillo albus Schmalfuss, 1996
- Armadillo alievi Schmalfuss, 1990
- Armadillo almerius Mattern, 1999
- Armadillo ankaratrae Barnard, 1958
- Armadillo arcuatus Dollfus, 1898
- Armadillo atratus C.Koch, 1841
- Armadillo bituberculatus Budde-Lund, 1912
- Armadillo carmelensis Schmalfuss, 1996
- Armadillo cassida Budde-Lund, 1908
- Armadillo cavernae Wahrberg, 1922
- Armadillo collinus Budde-Lund, 1895
- Armadillo confalonierii Brian, 1932
- Armadillo conglobator Budde-Lund, 1904
- Armadillo distinctus C.Koch, 1841
- Armadillo erythroleucus Budde-Lund, 1904
- Armadillo euthele Barnard, 1958
- Armadillo exter Barnard, 1960
- Armadillo fenerivei Barnard, 1958
- Armadillo flavus Budde-Lund, 1912
- Armadillo glomerulus Budde-Lund, 1895
- Armadillo haedillus Barnard, 1968
- Armadillo hirsutus C.Koch, 1856
- Armadillo immotus Budde-Lund, 1904
- Armadillo infuscatus Budde-Lund, 1902
- Armadillo insulanus Arcangeli, 1934
- Armadillo interger Budde-Lund, 1912
- Armadillo intermixtus Budde-Lund, 1904
- Armadillo jordanius Schmalfuss, 1996
- Armadillo kinzelbachi Schmalfuss, 1996
- Armadillo laminatus C.Koch, 1841
- Armadillo liliputanus Dollfus, 1895
- Armadillo luctuosus C.Koch, 1841
- Armadillo makuae Barnard, 1932
- Armadillo mayeti Simon, 1885
- Armadillo medius C.Koch, 1841
- Armadillo moncayotus Mattern, 1999
- Armadillo montanus Budde-Lund, 1904
- Armadillo nigromarginatus Budde-Lund, 1904
- Armadillo obliquidens (Barnard, 1932)
- Armadillo officinalis Duméril, 1816
- Armadillo pallidus Budde-Lund, 1902
- Armadillo platypleon Schmalfuss, 1986
- Armadillo proximatus Budde-Lund, 1904
- Armadillo pseudomayeti Mattern, 1999
- Armadillo pulchellus C.Koch, 1841
- Armadillo pulcherrimus Risso, 1816
- Armadillo punctatissimus Risso, 1816
- Armadillo pygmaeus Budde-Lund, 1912
- Armadillo rupestris Risso, 1816
- Armadillo salisburyensis (Barnard, 1932)
- Armadillo sodalis Budde-Lund, 1885
- Armadillo solumcolus Schultz, 1982
- Armadillo sordidus Schmalfuss, 1996
- Armadillo tenebrosus C.Koch, 1841
- Armadillo testudinatus C.Koch, 1841
- Armadillo transpilosus Barnard, 1960
- Armadillo troglophilus Vandel, 1955
- Armadillo tuberculatus Vogl, 1876
- Armadillo vumbaensis (Barnard, 1949)

## Systématique
Le nom valide complet (avec auteur) de ce taxon est Armadillo Latreille, 1802.
Armadillo a pour synonymes :
- Orthonus Miers, 1878
- Pentheus C.Koch, 1841